# ASHG Lifetime Achievement Award
Der ASHG Lifetime Achievement Award (bis 2022 William Allan Award) ist die höchste wissenschaftliche Auszeichnung der American Society of Human Genetics (ASHG) und wird jährlich vergeben. Der Preis wurde 1961 erstmals ausgelobt. 
Der Preisträger erhält neben einer Medaille ein Preisgeld von 25.000 US-Dollar. Er soll auf dem Jahrestreffen der ASHG einen Preisvortrag halten und dessen Zusammenfassung im American Journal of Human Genetics veröffentlichen.
In seiner ursprünglichen Namensgebung sollte der Preis an William Allan (1881–1943) erinnern, einen US-amerikanischen Pionier der Humangenetik.

## Preisträger
- 1962 Newton E. Morton
- 1965 James V. Neel
- 1967 Vernon Ingram
- 1968 Harry Harris
- 1969 Jérôme Lejeune
- 1970 Arno G. Motulsky
- 1973 Barton Childs
- 1974 Curt Stern
- 1975 Philip Levine, Alexander Solomon Wiener
- 1977 Victor A. McKusick
- 1978 Charles R. Scriver
- 1979 F. Clarke Fraser
- 1980 Walter F. Bodmer
- 1981 Patricia A. Jacobs
- 1982 Elizabeth F. Neufeld
- 1983 Frank H. Ruddle
- 1984 Yuet Wai Kan
- 1985 Joseph L. Goldstein, Michael S. Brown
- 1986 Mary Frances Lyon
- 1987 Luigi Luca Cavalli-Sforza
- 1988 Torbjörn Caspersson
- 1989 David Botstein, Raymond L. White
- 1990 Kary B. Mullis
- 1991 Janet D. Rowley, Alfred Knudson, Jr.
- 1992 Alec Jeffreys
- 1993 Antonio Cao, Michael Kaback
- 1994 Doug Wallace
- 1995 Kurt Hirschhorn
- 1996 Robert Elston
- 1997 Philip Leder
- 1998 Bert Vogelstein
- 1999 Stephen Warren
- 2001 Charles J. Epstein
- 2002 Albert de la Chapelle
- 2003 David Weatherall
- 2004 Louis Kunkel
- 2005 Francis Collins
- 2006 Dorothy Warburton
- 2007 Arthur Beaudet
- 2008 Haig Kazazian
- 2009 Huntington F. Willard
- 2010 Jurg Ott
- 2011 John M. Opitz
- 2012 Uta Francke
- 2013 Aravinda Chakravarti
- 2014 Stuart H. Orkin
- 2015 Kay E. Davies
- 2016 James F. Gusella
- 2017 Kári Stefánsson
- 2018 Eric S. Lander
- 2019 Stylianos E. Antonarakis
- 2020 Mary-Claire King
- 2021 C. Thomas Caskey
- 2022 Peter Donnelly
- 2023 Neil Risch
- 2024 James R. Lupski, Margaret A. Pericak-Vance[1]
- 2025 Harry Dietz[2]